# Ангелов, Матей
Ма́тей А́нгелов (макед. Матej Ангелов; род. 11 июля 2004, Штип) — македонский футболист, полузащитник клуба «Работнички».

## Клубная карьера
Родился в городе Штип. Воспитанник местного клуба «Брегалница», откуда в начале июля 2019 года перешёл в клуб «Работнички». Сначала выступал за молодёжную команду, а в начале июля 2021 года переведён в первую команду. Дебютировал за столичный клуб 10 апреля 2021 года в победном (3:1) домашнем поединке 26-го тура Первой лиги против «Пелистера». Матей вышел на поле на 85-й минуте вместо Луки Станковского. В сезоне 2020/21 выходил на поле в 3-х поединках Первой лиги, в следующем сезоне играл чаще, провёл 9 поединков в элите македонского футбола. В сезонах 2022/23 и 2023/24 был одним из основных полузащитников команды. В составе «Работничков» сыграл 60 матчей в Первой лиге и 1 поединок в Кубке Северной Македонии.
10 июля 2024 года отправился в аренду в ЛНЗ.

## Карьера в сборной
На международном уровне за Северную Македонию дебютировал 26 марта 2019 года в победном для команды U-15 международном товарищеском поединке против сверстников из Польши. Ангелов вышел на поле в стартовом составе и отыграл весь матч. Выступал также за юношеские сборные Северной Македонии (U-17), (U-18) и (U-19).
В футболке молодёжной сборной Северной Македонии дебютировал 23 марта 2023 года в проигранном (0:3) домашнем товарищеском матче против Латвии. Матей вышел на поле в стартовом составе, а на 76-й минуте его заменил Имран Фетай.